# Fläckig trögfågel
Fläckig trögfågel (Bucco tamatia) är en fågel i familjen jakamar- och trögfåglar inom ordningen hackspettartade fåglar.

## Utseende och läte
Fläckig trögfågel är en medelstor kompakt fågel med stort huvud och stor näbb. Den känns lätt igen genom tydliga svarta teckningar på halssidan och ordentligt fläckad undersida. Sången som ofta avges före gryning består av en tvåstavig fras som upprepas i långa och snabba serier.

## Utbredning och systematik
Fläckig trögfågel delas in i tre underarter med följande utbredning:
- Bucco tamatia tamatia – förekommer från östligaste Colombia till Venezuela, Guyanaregionen och norra Brasilien
- Bucco tamatia pulmentum – förekommer från östra Colombia till östra Ecuador, nordöstra Peru, västra Brasilien och nordöstra Bolivia
- Bucco tamatia hypneleus – förekommer i Amazonområdet (Brasilien, i östra Rio Tapajós och öarna i Amazonflodens delta)

## Levnadssätt
Fläckig trögfågel hittas i flodnära skogar och skogar på sandig jord, men även i övergivna plantage i kustnära områden. Fågeln sitter tystlåtet på låg till medelhög höjd, varifrån den gör utfall mot grenar och lövverket för att plocka stora insekter. Ibland ses den intill termitbon vari den häckar.

## Status och hot
Arten har ett stort utbredningsområde, men tros minska i antal, dock inte tillräckligt kraftigt för att den ska betraktas som hotad. Internationella naturvårdsunionen IUCN listar arten som livskraftig (LC).